# Bajári Erzsébet
Bajári Erzsébet (asszonyneve: Némethné; publikációiban a N. Bajári Erzsébet nevet használta) (1912–1963) magyar darázskutató. 

## Életpályája
Tanári oklevelét a Pázmány Péter Tudományegyetem természetrajz–vegytan szakán szerezte, majd 1948-ban a Természettudományi Múzeum Hártyásszárnyúak (Hymenoptera) gyűjteményéhez került, ahol 1954-től már gyűjteményvezetőként tevékenykedett. Kezdetben a Kaparódarazsak (Sphecidae), majd a valódi Fürkészdarazsak (Ichneumonidae) hatalmas gyűjteményét kezdte el feldolgozni. Ezen részlegnek Szépligeti Győző halála (1915) óta nem volt hazai specialistája, így meglehetősen nehezen kezelhető gyűjteményrésszé vált. Hirtelen bekövetkezett, korai halála miatt nem fejezhette be a kéziratanyag rendezését.

## Művei
- A Methocidae, Myrmosidae és Mutillidae családok faunakatalógusa. (Cat. Hym. V.) Rovartani közlemények : a Magyar Rovartani Társaság kiadványa = Folia entomologica Hungarica, 1954. (7. évf.) 1. sz. 65-80. oldal (Társszerző: Dr. Móczár László)
- Tőrösdarázs alkatúak – Scolioidae 1956 (Magyarország Állatvilága - Fauna Hungariae XIII. kötet 3. füzet  1-35 old.
- Kaparódarázs alkatúak I. – Sphecoidae I. 1957  (Magyarország Állatvilága – Fauna Hungariae XIII kötet 7. füzet.  1-117 old.
- Fürkészdarázs-alkatúak I. – Ichneumonoidae I. 1960 Akadémia Kiadó, Budapest, (Magyarország Állatvilága – Fauna Hungariae XI. kötet 4. füzet, 72 ábrával) 266 oldal.
- Fürkészdarázs-alkatúak XII. – Ichneumonoidae XII. 1962 Akadémia Kiadó, Budapest, (Magyarország Állatvilága – Fauna Hungariae XI. kötet 15. füzet, 24 ábrával. Társszerző: Dr. Győrfi János) 54 oldal.

## Fényképe
http://www.nhmus.hu/hu/gyujtemenyek/allattar/hartyasszarnyuak/reszletes Archiválva 2024. május 18-i dátummal a Wayback Machine-ben